# Bluehouse

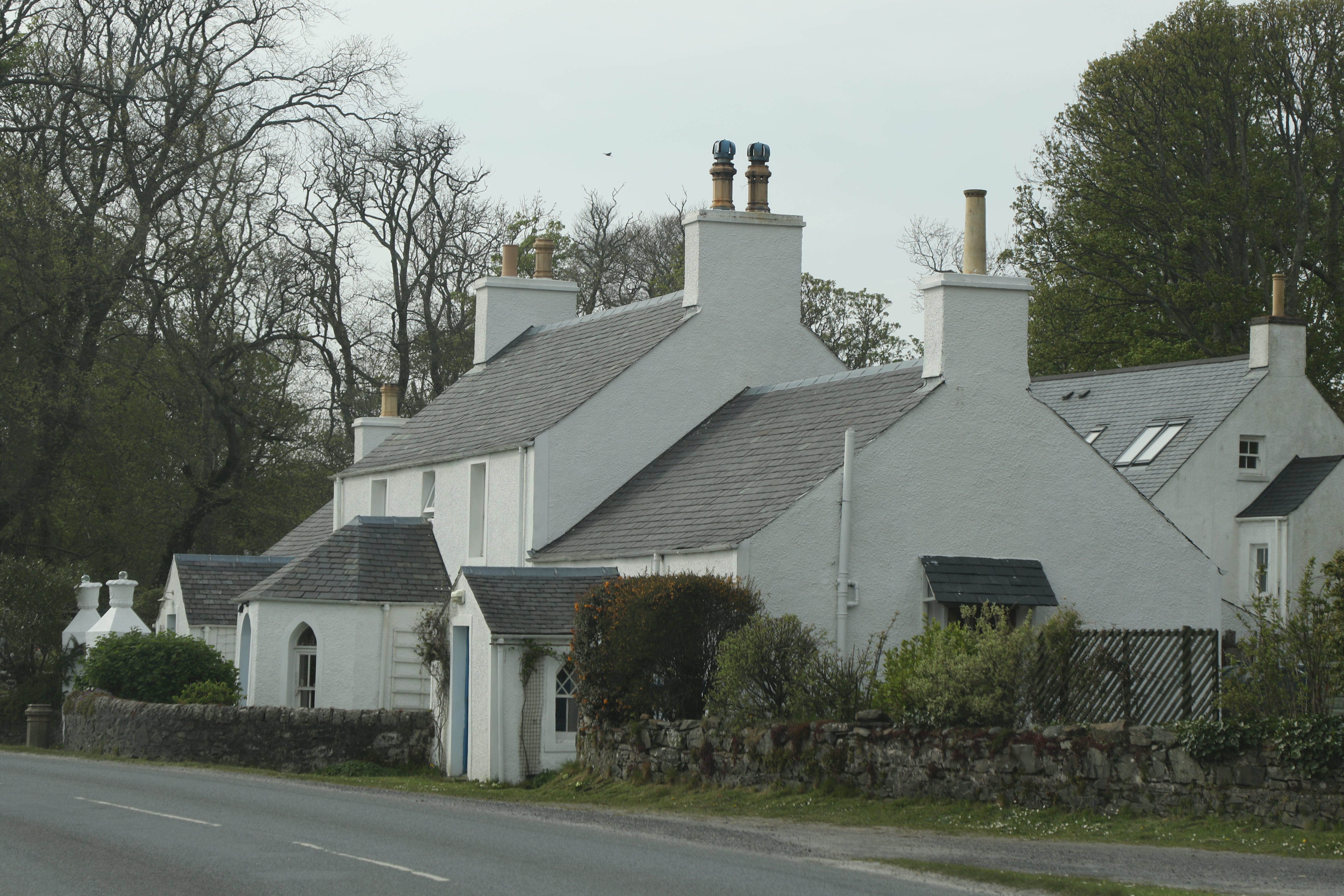
Bluehouse

Als Bluehouse wird ein Wohngebäude westlich der schottischen Ortschaft Bridgend auf der Hebrideninsel Islay bezeichnet. Bluehouse liegt auf den weitläufigen Ländereien des Islay House, etwa 400 m westlich von Islay House selbst. Am 20. Juli 1971 wurde das Gebäude in die schottischen Denkmallisten in der Kategorie B aufgenommen.

## Beschreibung
West Lodge liegt direkt an der A847, die Bridgend mit Port Charlotte und Portnahaven verbindet. Das aus dem früheren 19. Jahrhundert stammende Gebäude wird durch einen kleinen, mittig aus der Vorderfront hervortretenden Vorbau aus südlicher Richtung betreten. Dieser ist symmetrisch von fünf Sprossenfenstern umgeben. Das Obergeschoss schließt mit einem Satteldach ab. Zu beiden Seiten gehen einstöckige Flügel ab, die ebenfalls mit Satteldächern abschließen. Alle Fassaden sind in der traditionellen Harling-Technik verputzt; die Dächer sind mit Schieferschindeln gedeckt.
Die beiden Beete beidseitig des Eingangsbereiches sind durch niedrige Bruchsteinmauern eingefasst. Diese enden an zwei Säulen mit quadratischen Grundflächen, die am oberen Ende pyramidenförmig zulaufen und den Beginn des Zugangsweges markieren.